# ¿Sabes más que un niño de 5º básico?
¿Sabes más que un niño de 5º básico?  fue un programa de televisión chileno (versión local de la estadounidense Are You Smarter Than a 5th Grader? de FOX), conducido por José Miguel Viñuela y transmitido por el canal Mega. Fue emitido entre el 2 de abril de 2008 y el 10 de junio de 2010.

## Desarrollo
El estilo del programa es muy parecido al de ¿Quién quiere ser millonario?, pero con ciertos ajustes: trata de que uno o dos personajes de la actualidad nacional (animadores de TV, políticos, actores, etcétera) respondan (junto a uno de los niños) una línea de 12 preguntas, sobre cualquiera de las asignaturas que corresponden de entre 1º y 5º año Básico; a los cuales, los concursantes puedan elegir. Al completar correctamente estas preguntas, tienen la opción de tener una 13.ra pregunta para llegar al monto máximo, pero sin la posibilidad de elegir la asignatura ni el nivel. Si no llega a la pregunta 13, porque perdió o se retiró antes, debe reconocer ante las cámaras que no sabe más que un niño de 5º Básico. Los premios son los siguientes:
| Pregunta final |
| Pregunta 12    |
| Pregunta 11    |
| Pregunta 10    |
| Pregunta 9     |
| Pregunta 8     |
| Pregunta 7     |
| Pregunta 6     |
| Pregunta 5     |
| Pregunta 4     |
| Pregunta 3     |
| Pregunta 2     |
| Pregunta 1     |

| $50 000    |
| $25 000    |
| $15 000    |
| $8 000     |
| $5 000     |
| $2 500 000 |
| $1 250 000 |
| $750 000   |
| $500 000   |
| $250 000   |
| $150 000   |
| $100 000   |
| $50 000    |

El monto ganado, va en beneficio de alguna institución educacional, elegido por el personaje.

## Comodines
- Copiar: Significa que el concursante puede mirar la respuesta del niño que lo acompaña y "copiar", sin hacer modificaciones, su respuesta.
- Mirar: Consiste en que el concursante puede mirar la respuesta del niño que lo acompaña y aceptar su respuesta o rechazarla.
- Salvar: Es un comodín que funciona automáticamente (no hay necesidad de pedirlo) cuando el concursante responde equivocadamente cualquiera de los dos el niño o el concursante tiene buena la pregunta sigue en competencia, pero si los dos están equivocados el concursante será eliminado.
- Int. Oral 1 y 2: Consiste en que si no sabes la pregunta, puedes pasar al pizarrón a responder una pregunta que te puede dejar eximido de la pregunta. (Solo 2 Temporada)

## Niños
Los niños que pertenecieron al programa en las temporadas I y II son: Arturo Kuhlmann,Gabriel nuñez , Tomás González, Ian Smith, Josefina Salazar y Constanza Rojas. En su tercera temporada, llevada a cabo entre el 18 de marzo y el 10 de junio de 2010, los niños fueron: Alexis, Vicente, Isabela, Andrea y José.

## Participantes

### 1ª temporada
| Fecha                 | Representante         | Colegio                                               | Premio     | Situación final |
| miércoles 2 de abril  | Javiera Contador      | Escuela Agrícola de San Vicente de Paul de Coltauco   | $1 250 000 | Eliminada       |
|                       | Rafael Araneda        | San Joaquín de Renca                                  | $5 000     | Retirado        |
| miércoles 9 de abril  | Felipe Avello         | Manuel José Irarrázabal                               | $0         | Eliminado       |
|                       | Patricia Maldonado    | San Luis de Curacaví                                  | $8 000     | Retirada        |
| miércoles 16 de abril | Kike Morandé          | Colegio Célestin Freinet                              | $25 000    | Retirado        |
|                       | Nelson Ávila          | Escuela Básica Federico Albert de Valparaíso          | $1 250 000 | Retirado        |
| miércoles 23 de abril | Katty Kowaleczko      | Colegio Hermann Gmeiner de Concepción                 | $8 000     | Retirada        |
|                       | Leo Caprile           | Talleres Prevocacionales San Francisco de La Pintana  | $2 500 000 | Retirado        |
| miércoles 30 de abril | Karen Doggenweiler    | Colegio Carlos Prats de La Pincoya                    | $1 250 000 | Eliminada       |
|                       | Andrés Zaldívar       | Escuela San José de Renca                             | $1 250 000 | Eliminado       |
| miércoles 7 de mayo   | Dra. Ana María Polo   | Fundación Nuestra Señora del Camino                   | $15 000    | Retirada        |
|                       | Roberto Dueñas        | Colegio Hogar de Cristo                               | $0         | Eliminado       |
| miércoles 14 de mayo  | Luis Jara             | Escuela especial Antobel                              | $1 250 000 | Eliminado       |
|                       | Carla Ballero         | Escuela Santo Domingo Savio de San Ramón              | $2 500 000 | Retirada        |
| miércoles 21 de mayo  | Fernando Godoy        | Escuela rural grumete Luciano Bolados, de Iquique     | $5 000     | Retirado        |
|                       | Rocío Marengo         | Colegio Mano Amiga de Recoleta                        | $5 000     | Retirada        |
| miércoles 28 de mayo  | Álvaro Salas          | Liceo Pedro Montt de Valparaíso                       | $1 250 000 | Eliminado       |
|                       | Ernesto Belloni       | Escuela Agrícola Reina Paola de Bélgica (Paine)       | $1 250 000 | Eliminado       |
| miércoles 4 de junio  | Vivi Kreutzberger     | Escuela rural Punta Chilen, Ancud                     | $8 000     | Retirada        |
|                       | Willy Sabor           | Escuela José Antonio Lecaros, Estación Central        | $1 250 000 | Eliminado       |
| miércoles 11 de junio | Cristián de la Fuente | Escuela básica San Francisco de Asís, Colina          | $8 000     | Retirado        |
|                       | Sebastián Jiménez     | Padre Álvaro Lavín, Renca                             | $1 250 000 | Eliminado       |
| miércoles 18 de junio | Arturo Vidal          | Colegio Santa Fe de San Miguel                        | $5 000     | Retirado        |
|                       | Rafael Cavada         | Escuela Arturo Alessandri Palma, Estación Central     | $1 250 000 | Eliminado       |
| miércoles 25 de junio | Sergio Lagos          | Escuela particular #8 San Ignacio, Calera de Tango    | $1 250 000 | Eliminado       |
|                       | Maximiano Errázuriz   | Escuela particular #77 Presidente José Joaquín Prieto | $1 250 000 | Eliminado       |

### 2.ª temporada
| Fecha                | Representantes                          | Colegio                          | Premio     | Situación final |
| Jueves 23 de octubre | Jorge Zabaleta y María Elena Swett      | Colegio Nuestra Señora Del Pilar | $8 000     | Retirados       |
|                      | Nicolás Larraín y Fernando Larraín      | ???                              | $1 250 000 | Eliminados      |
| Jueves 30 de octubre | Juan Carlos Valdivia y Claudia Conserva | ???                              | $5 000     | Retirados       |
|                      | Mario Ortega y Jenny Contardo           | ???                              | $8 000     | Retirados       |

## Récords en el programa
El que se llevó más dinero fue Kike Morandé, que acumuló $25.000.000 y se retiró, y el que tuvo peor participación fue Roberto Dueñas, quien se equivocó en la tercera pregunta llevando $0 al igual que Felipe Avello que se equivocó en la cuarta pregunta.

## Curiosidades
- El primer concursante en tener correcta una pregunta sin comodines fue Fernando Godoy que tuvo correcta la pregunta por los $5.000.000 y luego se retira, también otro concursante en tener correcta una pregunta correcta sin comodines fue Sebastián Jiménez que después de tener su respuesta correcta sin comodines quiso seguir por los $2 500 000, pero termina teniendo incorrecta su respuesta y termina ganándose $1 250 000.
- Arturo Vidal participó representando a su colegio, en el que estudió cuando niño.
- Vivi Kreutzberger fue la única participante en retirarse con $8 000 000 quedándole 2 comodines (copiar y salvar).
- En el primer episodio de la segunda temporada, cuando hacen publicidad a una conocida marca de cereales, muestran un video donde Cony (una de los niños participantes) come esos cereales en una cocina. Esa cocina, es la misma cocina donde se graban escenas de la serie Bakán, del mismo canal.
- De todos los niños participantes, Constanza Rojas empezó a tener más relevancia al terminar el programa, en el área actoral, formando parte del elenco de la serie infantil "BKN", de Mega, y años después fue parte la aclamada serie "Los 80" de Canal 13, ambas como actriz secundaria.

## Otros países
| País            | Nombre                                                | Conductor                        | Canal              | Estreno                  | Idioma            |
| --------------- | ----------------------------------------------------- | -------------------------------- | ------------------ | ------------------------ | ----------------- |
| Alemania        | Das weiß doch jedes Kind!                             | Cordula Stratmann                | Sat.1              | 6 de julio de 2007       | Alemán            |
| Argentina       | ¿Sabés más que un chico de 5to grado?                 | Pablo Granados                   | América 2          | 9 de julio de 2007       | Español           |
| Australia       | Are You Smarter Than a 5th Grader?                    | Rove McManus                     | Channel Ten        | 26 de septiembre de 2007 | Inglés            |
| Austria         | Dreizehn                                              | Christian Clerici                | ORF1               | 27 de septiembre de 2007 | Alemán            |
| Bélgica         | Slimmer Dan Een Kind Van 10?                          | Goedele Liekens                  | VT4                | 6 de septiembre de 2007  | Neerlandés        |
| Bulgaria        | Това го знае всяко хлапе!                             | Ivan & Andrei                    | bTV                | 15 de septiembre de 2007 | Búlgaro           |
| Brasil          | Você é Mais Esperto Que um Aluno da 5a Série?         | Silvio Santos                    | SBT                | 23 de septiembre de 2007 | Portugués         |
| Canadá          | Are You Smarter Than a Canadian 5th Grader?           | Colin Mochrie                    | Global             | 25 de octubre de 2007    | Inglés            |
| Chile           | ¿Sabes más que un niño de 5º Básico?                  | José Miguel Viñuela              | Mega               | 2 de abril de 2008       | Español           |
| Colombia        | ¿Sabes más que un niño de primaria?                   | José Gabriel Ortíz               | Caracol TV         | Febrero de 2008          | Español           |
| Dinamarca       | Er Du Klogere End En 10-Arig?                         | Jan Gintberg                     | TV3                | 22 de septiembre de 2007 | Danés             |
| Eslovaquia      | Ste chytrejší ako piatak?                             | Peter Marcin                     | TV Markiza         | 2007                     | Eslovaco          |
| España          | ¿Sabes más que un niño de primaria?                   | Ramón García                     | Antena 3           | Julio de 2007            | Español           |
| Estados Unidos  | Are You Smarter Than a 5th Grader?                    | Jeff Foxworthy                   | FOX                | 27 de febrero de 2007    | Inglés            |
| Filipinas       | Kakasa Ka Ba Sa Grade 5?                              | Janno Gibbs                      | GMA Network        | October 2007             | Filipino e Inglés |
| Francia         | Êtes vous plus fort qu’un élève de 10 ans?            | Roland Magdane                   | M6                 | 3 de septiembre de 2007  | Francés           |
| Holanda         | Ben je slimmer dan een kind?                          | Erik van der Hoff                | Net 5              | 2 de septiembre de 2007  | Neerlandés        |
| Hungría         | Okosabb vagy mint egy 5-es?                           | Attila Till                      | TV2                | 24 de agosto de 2007     | Húngaro           |
| Islandia        | Ertu skarpari en skólakrakki?                         | Gunnar Hansson                   | Skjár 1            | 21 de octubre de 2007    | Islandés          |
| Israel          | ?האם אתה חכם מתלמיד כיתה ו'                           | Eyal Kizis                       | Channel 2          | Julio de 2007            | Hebreo            |
| Letonia         | Vai tu esi gudrāks par piektklasnieku?                | Māris Olte                       | TV3                | 8 de septiembre de 2007  | Letón             |
| Lituania        | Penktokų iššūkis                                      | Andrius Rožickas                 | TV3                | 2 de septiembre de 2007  | Lituano           |
| México          | Todo el mundo cree que sabe                           | Marco Antonio Regil              | Televisa           | 13 de junio de 2009      | Español           |
| Nueva Zelanda   | Are You Smarter Than A 10 Year Old?                   | Dominic Bowden                   | TV2                | 9 de septiembre de 2007  | Inglés            |
| Polonia         | Czy jesteś mądrzejszy od 5-klasisty?                  | Robert Korólczyk                 | TV Puls/FOX Polska | 29 de octubre de 2007    | Polaco            |
| Portugal        | Sabe mais do que um miúdo de 10 anos?                 | Jorge Gabriel                    | RTP1               | 17 de septiembre de 2007 | Portugués         |
| Reino Unido     | Are You Smarter than a 10-Year-Old? (versión estelar) | Noel Edmonds                     | Sky One            | 7 de octubre de 2007     | Inglés            |
| Reino Unido     | Are You Smarter than a 10-Year-Old? (versión diaria)  | Dick and Dom                     | Sky One            | 8 de octubre de 2007     | Inglés            |
| República Checa | Jsi chytřejší než Páťák?                              | Michal Suchánek & Richard Genzer | TV Nova            | 2007                     | Checo             |
| Rumania         | Te Crezi Mai De5tept                                  | Virgil Iantu                     | Prima TV           |                          | Rumano            |
| Serbia          | Да ли сте паметнији од ђака петака?                   | Voja Nedeljković                 | Fox Televisja      | Septiembre de 2007       | Serbio            |
| Tailandia       | ถ้าคุณแน่? อย่าแพ้ ป.4!                                    | Kanit Sarasin                    | Thai TV 3          | 1 de octubre de 2007     | Tailandés         |
| Turquía         | 5'e Gidenden Akilli Misin?                            | Tolga Gariboğlu                  | STAR TV            | Junio de 2007            | Turco             |